# Teatro-Cine Calatrava

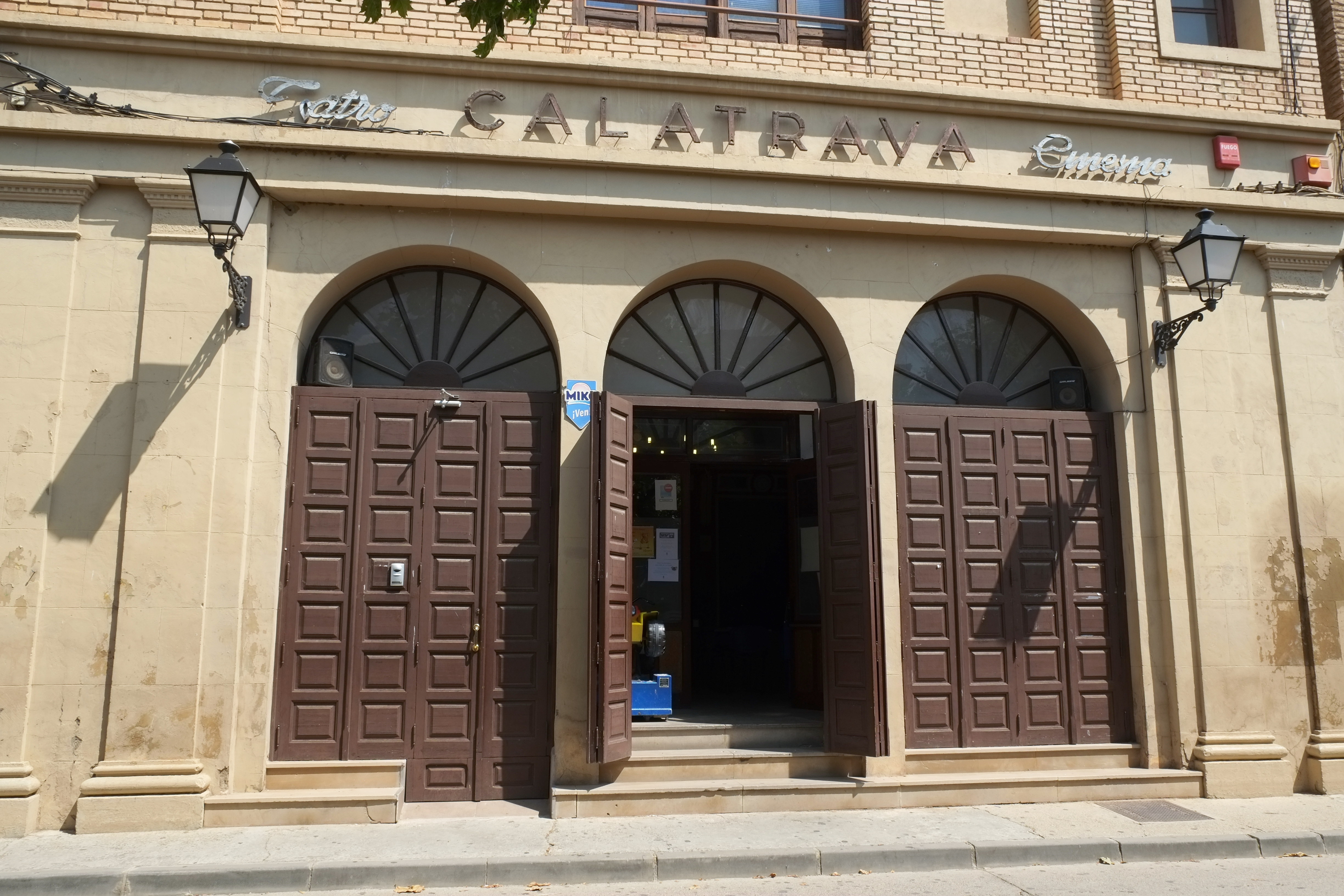
Teatro-Cine Calatrava

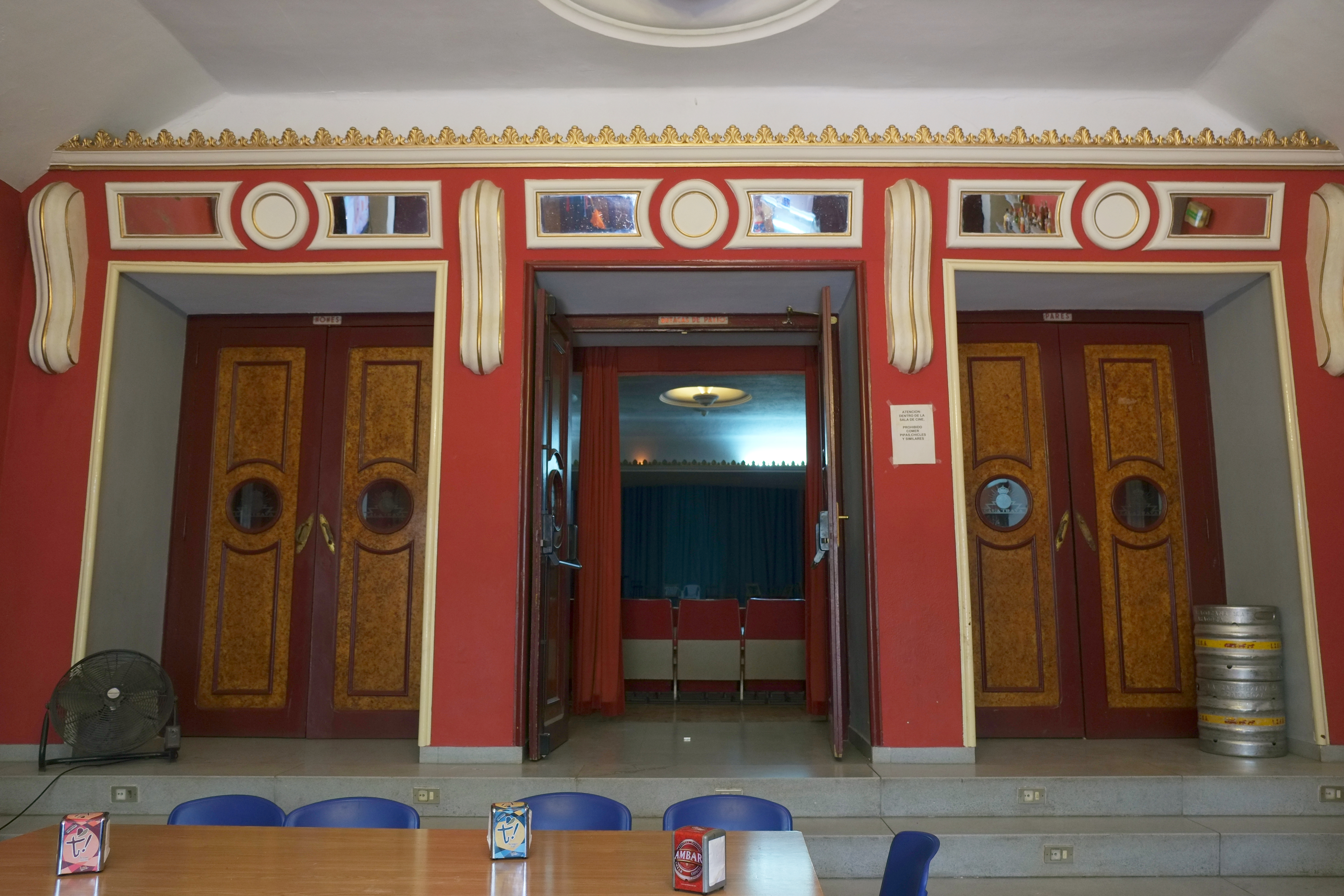
Eingang

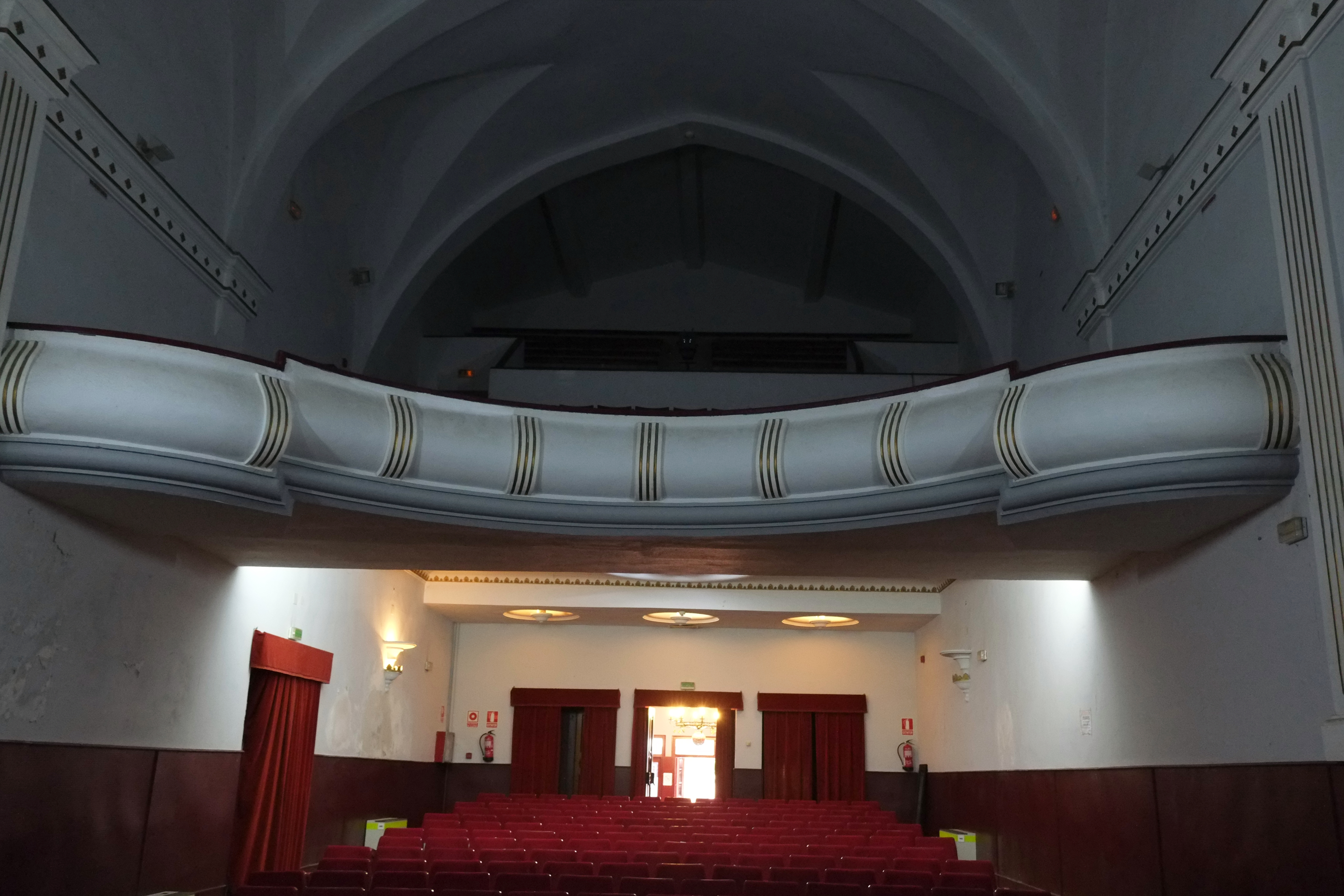
Innenraum

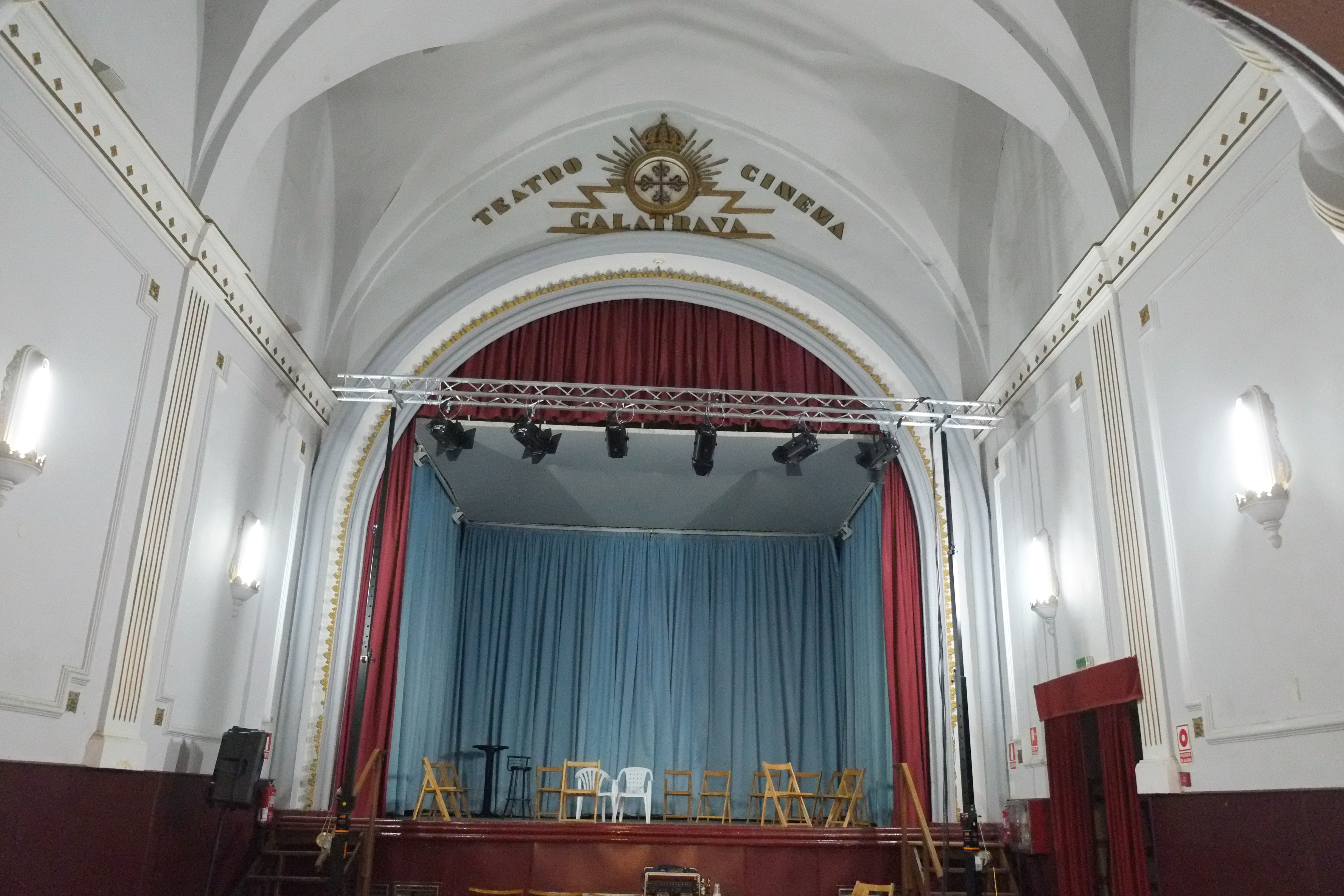
Innenraum

Das Teatro-Cine Calatrava ist ein Theater- und Kinosaal in Fitero, einer Stadt in der spanischen Autonomen Gemeinschaft Navarra, der ursprünglich als neues Refektorium der ehemaligen Zisterzienserabtei Santa María la Real errichtet wurde.

## Geschichte
Das neue Refektorium wurde an der Stelle mittelalterlicher Klosterbauten errichtet und im Jahr 1604 fertiggestellt. Für den Bau dieses neuen Speisesaals der Mönche wurden die ursprüngliche Treppe, die vom Kreuzgang zum Dormitorium führte, das alte Dormitorium, das Sprechzimmer des Priors und der Mönchssaal weitgehend abgerissen. Der neue Speisesaal war Teil des plateresken Flügels und der westlichen Galerie des neuen Kreuzgangs.
Das Refektorium wurde bis zur Aufhebung des Zisterzienserklosters im Jahr 1835 im Zuge der Desamortisation als Speisesaal genutzt. Von 1843 bis 1844 diente der Saal als Schule und ab dem späten 19. Jahrhundert war er unter der Bezeichnung Teatro Calatrava Theatersaal. Später wurde er zum Teatro Moderno umbenannt, von 1915 bis 1953 hieß er Teatro Gayarre. Im Jahr 1954 wurde der Saal geschlossen. Nach seiner Wiedereröffnung im Jahr 1955 wurde er bis 1974 als Theater- und Kinosaal unter dem Namen Teatro-Cine Calatrava genutzt. Seit 1981 ist der Saal im Besitz der Stadt und wird unter diesem Namen weitergeführt.

## Name
Der Name Calatrava erinnert an den Orden von Calatrava, den der Abt des Zisterzienserklosters von Fitero, Raimundo Serrat, im Jahr 1158 begründete. Das Zeichen des Ordens ist das Lilienkreuz, das an den Glastüren, an einer Deckenleuchte und am Bogen über der Bühne angebracht ist.

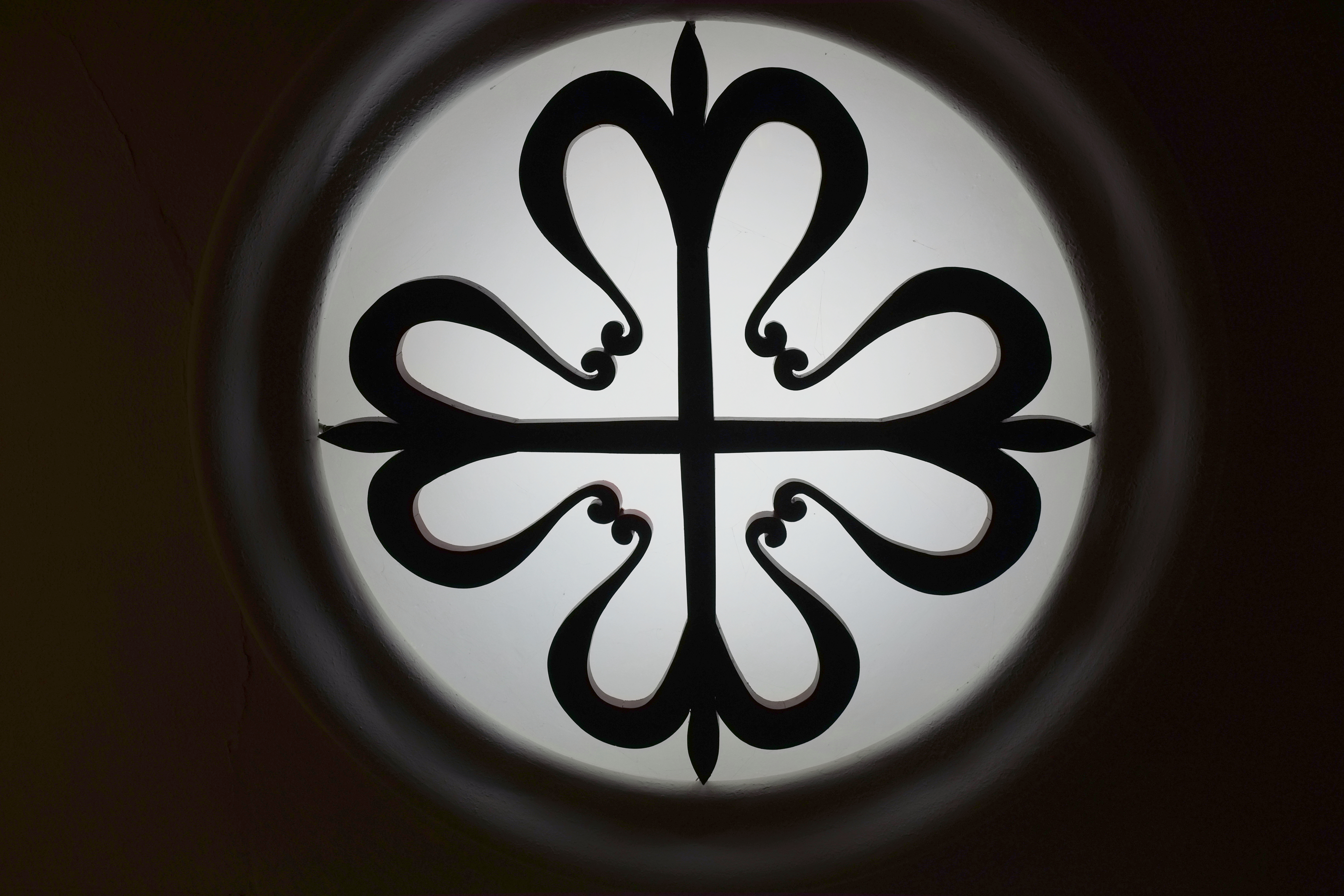
Deckenleuchte
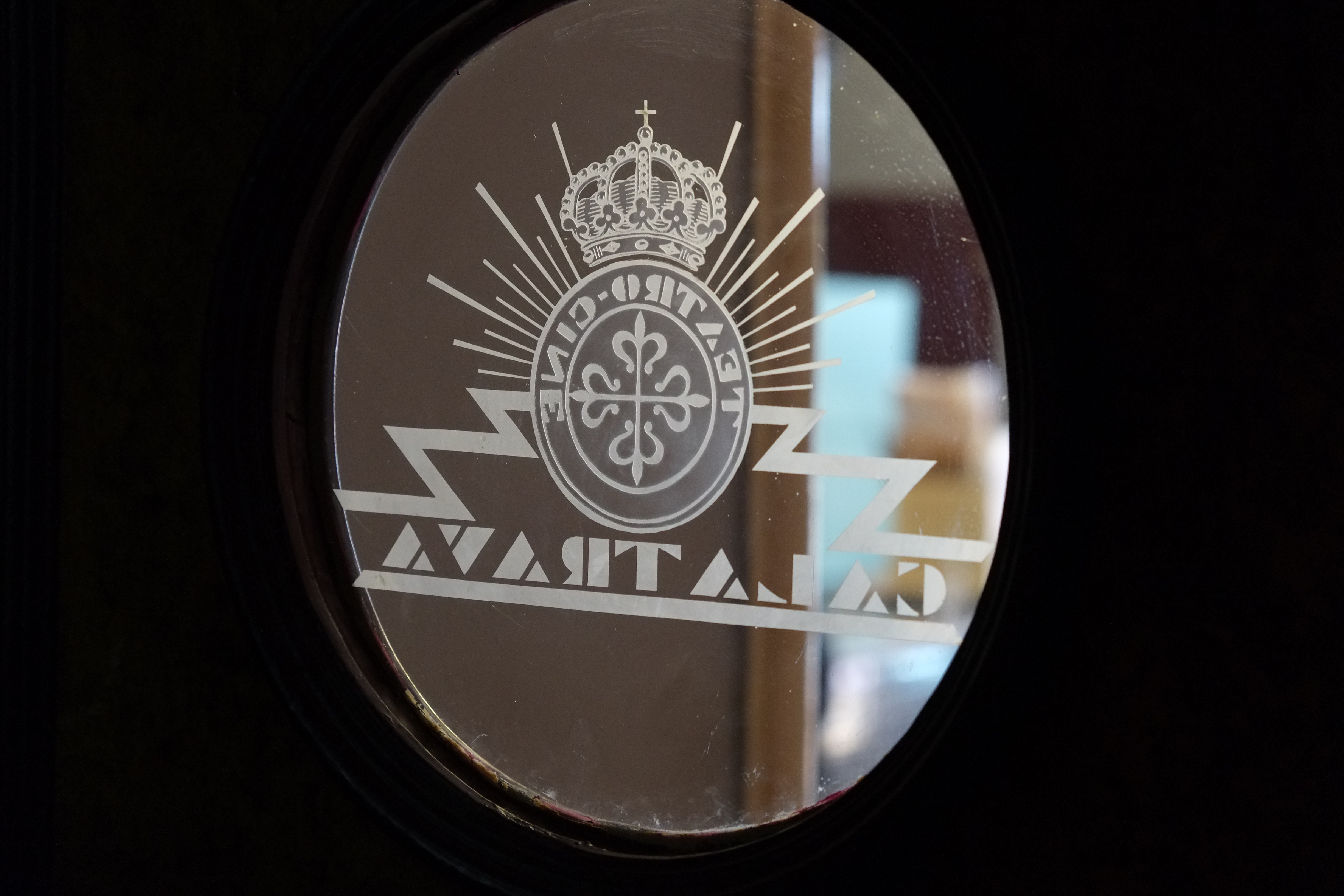
Türverglasung
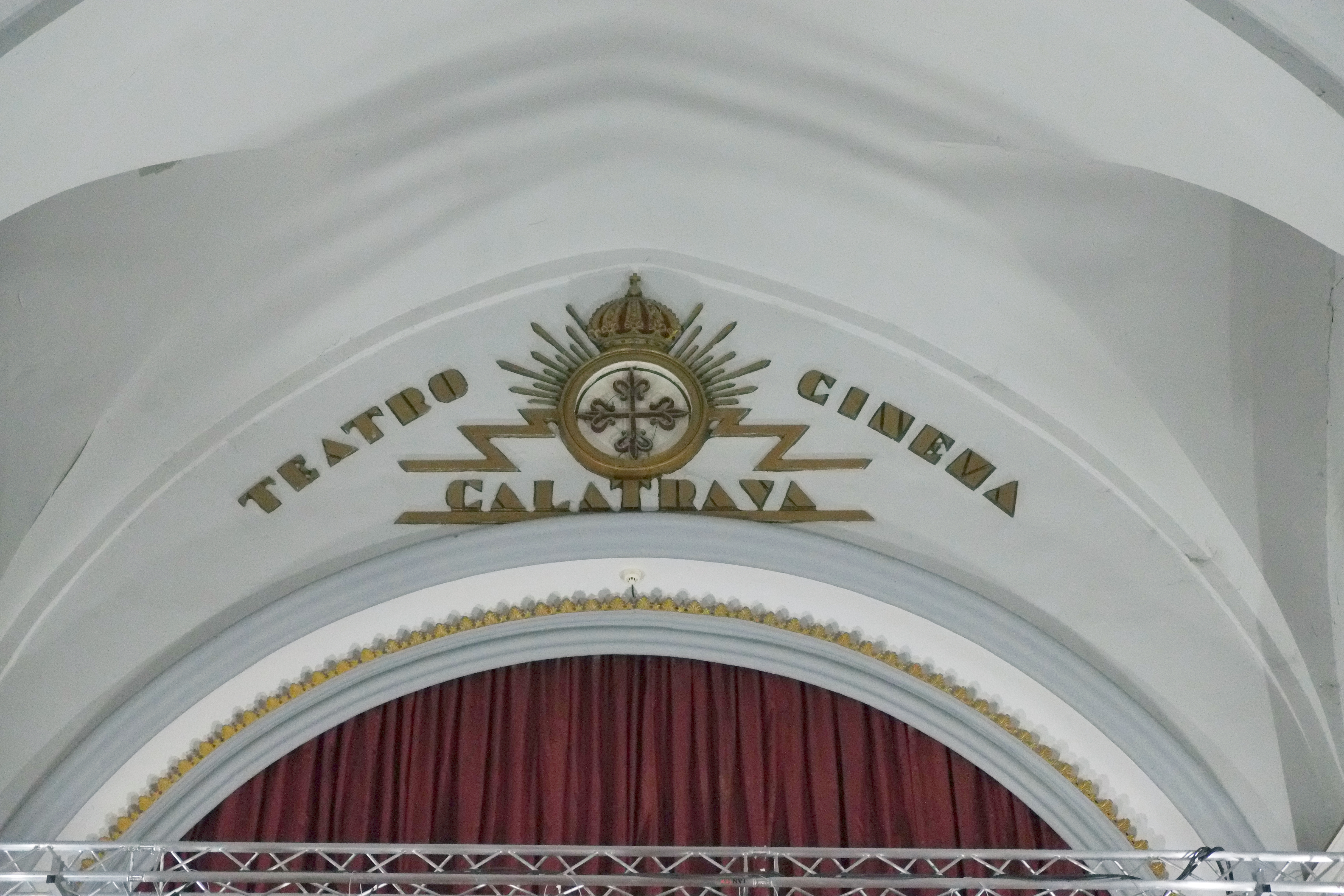
Bogen über der Bühne